# Cadre-47/2-Europameisterschaft 2002

Logo CEB (ausrichtender Verband)

Veranstaltungsort: Gubbenvorst

Die Cadre-47/2-Europameisterschaft 2002 war das 56. Turnier in dieser Disziplin des Karambolagebillards und fand vom 27. Februar bis zum 3. März 2002 in Gubbenvorst, in der niederländischen Provinz Limburg statt. Es war die 21. Cadre-47/2-Europameisterschaft in den Niederlanden.

## Geschichte
70 Jahre nach der letzten Medaille im Karambolbillard für die Schweiz im Jahre 1932 durch Franz Aeberhard im Dreiband gab es durch Xavier Gretillat wieder Edelmetall. Absolut verdient gewann er mit allen Turnierbestleistungen das Turnier in Grubbenvorst. Im Halbfinale schlug er den Titelverteidiger Fabian Blondeel mit 300:0 in einer Aufnahme. Den zweiten Platz sicherte sich Louis Edelin.

## Modus
Gespielt wurden drei Vorqualifikationen bis 200 Punkte. Die Hauptqualifikation wurde bis 250 Punkte gespielt. In der qualifizierten sich die sieben Gruppensieger für das Hauptturnier. Es wurde zwei Gruppen à vier Spieler gebildet. Die beiden Gruppenbesten qualifizierten sich für die KO-Runde. Hier wurde bis 300 Punkte gespielt. Platz drei wurde nicht ausgespielt.
Die Qualifikationsgruppen wurden nach Rangliste gesetzt. Es gab außer dem Titelverteidiger keine gesetzten Spieler mehr für das Hauptturnier.
1. MP = Matchpunkte
2. GD = Generaldurchschnitt
3. HS = Höchstserie

## Qualifikation
| MP    | Match Points (Sieger = 2; Unentschieden = 1; Verlierer = 0) |
| Pkte. | Erzielte Karambolagen                                       |
| Aufn. | Benötigte Versuche                                          |
| GD    | Generaldurchschnitt                                         |
| BED   | Bester Einzeldurchschnitt eines Spielers                    |
| HS    | Höchstserie                                                 |
|       | Bester GD des Turniers                                      |
|       | Bester ED des Turniers                                      |
|       | Beste HS des Turniers                                       |
|       | 1. Platz (Gold)                                             |
|       | 2. Platz (Silber)                                           |
|       | 3. Platz (Bronze)                                           |

### Vor-Vor-Qualifikation
| Abschlusstabelle Gruppe A | Abschlusstabelle Gruppe A | Abschlusstabelle Gruppe A | Abschlusstabelle Gruppe A | Abschlusstabelle Gruppe A | Abschlusstabelle Gruppe A | Abschlusstabelle Gruppe A | Abschlusstabelle Gruppe A | Abschlusstabelle Gruppe A |
| Platz                     | Name                      | MP                        | Pkte                      | Aufn.                     | GD                        | BED                       | HS                        |                           |
| ------------------------- | ------------------------- | ------------------------- | ------------------------- | ------------------------- | ------------------------- | ------------------------- | ------------------------- | ------------------------- |
| 1                         | Xavier Carrer             | 4:0                       | 400                       | 17                        | 23,52                     | 40,00                     | 101                       |                           |
| 2                         | René Tull                 | 2:2                       | 372                       | 11                        | 33,81                     | 33,33                     | 113                       |                           |
| 3                         | Hans Wernikowski          | 0:4                       | 228                       | 17                        | 13,41                     | –                         | 50                        |                           |

| Abschlusstabelle Gruppe B | Abschlusstabelle Gruppe B | Abschlusstabelle Gruppe B | Abschlusstabelle Gruppe B | Abschlusstabelle Gruppe B | Abschlusstabelle Gruppe B | Abschlusstabelle Gruppe B | Abschlusstabelle Gruppe B | Abschlusstabelle Gruppe B |
| Platz                     | Name                      | MP                        | Pkte                      | Aufn.                     | GD                        | BED                       | HS                        |                           |
| ------------------------- | ------------------------- | ------------------------- | ------------------------- | ------------------------- | ------------------------- | ------------------------- | ------------------------- | ------------------------- |
| 1                         | Jérémie Picart            | 4:0                       | 400                       | 15                        | 26,66                     | 33,33                     | 131                       |                           |
| 2                         | Ludger Havlik             | 0:4                       | 170                       | 15                        | 11,33                     | –                         | 77                        |                           |

| Abschlusstabelle Gruppe C | Abschlusstabelle Gruppe C | Abschlusstabelle Gruppe C | Abschlusstabelle Gruppe C | Abschlusstabelle Gruppe C | Abschlusstabelle Gruppe C | Abschlusstabelle Gruppe C | Abschlusstabelle Gruppe C | Abschlusstabelle Gruppe C |
| Platz                     | Name                      | MP                        | Pkte                      | Aufn.                     | GD                        | BED                       | HS                        |                           |
| ------------------------- | ------------------------- | ------------------------- | ------------------------- | ------------------------- | ------------------------- | ------------------------- | ------------------------- | ------------------------- |
| 1                         | Michael van Bochem        | 4:0                       | 400                       | 12                        | 33,33                     | 50,00                     | 155                       |                           |
| 2                         | Mikael Devogelaere        | 2:2                       | 231                       | 10                        | 23,10                     | 33,33                     | 164                       |                           |
| 3                         | Markus Melerski           | 0:4                       | 246                       | 14                        | 17,57                     | –                         | 54                        |                           |

| Abschlusstabelle Gruppe D | Abschlusstabelle Gruppe D | Abschlusstabelle Gruppe D | Abschlusstabelle Gruppe D | Abschlusstabelle Gruppe D | Abschlusstabelle Gruppe D | Abschlusstabelle Gruppe D | Abschlusstabelle Gruppe D | Abschlusstabelle Gruppe D |
| Platz                     | Name                      | MP                        | Pkte                      | Aufn.                     | GD                        | BED                       | HS                        |                           |
| ------------------------- | ------------------------- | ------------------------- | ------------------------- | ------------------------- | ------------------------- | ------------------------- | ------------------------- | ------------------------- |
| 1                         | Laurent Guénet            | 3:1                       | 400                       | 13                        | 30,76                     | 100,00                    | 200                       |                           |
| 2                         | Cyriel Corstjens          | 1:3                       | 204                       | 13                        | 15,69                     | 18,18                     | 56                        |                           |

| Abschlusstabelle Gruppe E | Abschlusstabelle Gruppe E | Abschlusstabelle Gruppe E | Abschlusstabelle Gruppe E | Abschlusstabelle Gruppe E | Abschlusstabelle Gruppe E | Abschlusstabelle Gruppe E | Abschlusstabelle Gruppe E | Abschlusstabelle Gruppe E |
| Platz                     | Name                      | MP                        | Pkte                      | Aufn.                     | GD                        | BED                       | HS                        |                           |
| ------------------------- | ------------------------- | ------------------------- | ------------------------- | ------------------------- | ------------------------- | ------------------------- | ------------------------- | ------------------------- |
| 1                         | Wiel van Gemert           | 4:0                       | 400                       | 8                         | 50,00                     | 100,00                    | 176                       |                           |
| 2                         | Jean Francois Florent     | 2:2                       | 237                       | 20                        | 11,85                     | 14,28                     | 88                        |                           |
| 3                         | Rudy Henry                | 0:4                       | 161                       | 16                        | 10,05                     | –                         | 63                        |                           |

| Abschlusstabelle Gruppe F | Abschlusstabelle Gruppe F | Abschlusstabelle Gruppe F | Abschlusstabelle Gruppe F | Abschlusstabelle Gruppe F | Abschlusstabelle Gruppe F | Abschlusstabelle Gruppe F | Abschlusstabelle Gruppe F | Abschlusstabelle Gruppe F |
| Platz                     | Name                      | MP                        | Pkte                      | Aufn.                     | GD                        | BED                       | HS                        |                           |
| ------------------------- | ------------------------- | ------------------------- | ------------------------- | ------------------------- | ------------------------- | ------------------------- | ------------------------- | ------------------------- |
| 1                         | Johann Petit              | 4:0                       | 400                       | 21                        | 19,04                     | 22,22                     | 92                        |                           |
| 2                         | Dennis Timmers            | 0:4                       | 295                       | 21                        | 14,04                     | –                         | 73                        |                           |

| Abschlusstabelle Gruppe G | Abschlusstabelle Gruppe G | Abschlusstabelle Gruppe G | Abschlusstabelle Gruppe G | Abschlusstabelle Gruppe G | Abschlusstabelle Gruppe G | Abschlusstabelle Gruppe G | Abschlusstabelle Gruppe G | Abschlusstabelle Gruppe G |
| Platz                     | Name                      | MP                        | Pkte                      | Aufn.                     | GD                        | BED                       | HS                        |                           |
| ------------------------- | ------------------------- | ------------------------- | ------------------------- | ------------------------- | ------------------------- | ------------------------- | ------------------------- | ------------------------- |
| 1                         | Rini Megens               | 4:0                       | 400                       | 19                        | 21,05                     | 22,22                     | 111                       |                           |
| 2                         | Marc Daudignac            | 0:4                       | 227                       | 19                        | 11,94                     | –                         | 89                        |                           |

### Vor-Qualifikation
| Abschlusstabelle Gruppe A | Abschlusstabelle Gruppe A | Abschlusstabelle Gruppe A | Abschlusstabelle Gruppe A | Abschlusstabelle Gruppe A | Abschlusstabelle Gruppe A | Abschlusstabelle Gruppe A | Abschlusstabelle Gruppe A | Abschlusstabelle Gruppe A |
| Platz                     | Name                      | MP                        | Pkte                      | Aufn.                     | GD                        | BED                       | HS                        |                           |
| ------------------------- | ------------------------- | ------------------------- | ------------------------- | ------------------------- | ------------------------- | ------------------------- | ------------------------- | ------------------------- |
| 1                         | Sjors van Ginneken        | 2:2                       | 288                       | 5                         | 57,60                     | 66,66                     | 157                       |                           |
| 2                         | Patrick Dupont            | 2:2                       | 338                       | 6                         | 56,33                     | 100,00                    | 141                       |                           |
| 3                         | Laurent Guénet            | 2:2                       | 301                       | 7                         | 43,00                     | 50,00                     | 94                        |                           |

| Abschlusstabelle Gruppe B | Abschlusstabelle Gruppe B | Abschlusstabelle Gruppe B | Abschlusstabelle Gruppe B | Abschlusstabelle Gruppe B | Abschlusstabelle Gruppe B | Abschlusstabelle Gruppe B | Abschlusstabelle Gruppe B | Abschlusstabelle Gruppe B |
| Platz                     | Name                      | MP                        | Pkte                      | Aufn.                     | GD                        | BED                       | HS                        |                           |
| ------------------------- | ------------------------- | ------------------------- | ------------------------- | ------------------------- | ------------------------- | ------------------------- | ------------------------- | ------------------------- |
| 1                         | Philippe Deraes           | 4:0                       | 400                       | 9                         | 44,44                     | 50,00                     | 138                       |                           |
| 2                         | Wiljan ven den Heuvel     | 2:2                       | 248                       | 12                        | 20,66                     | 28,57                     | 167                       |                           |
| 3                         | Johann Petit              | 0:4                       | 78                        | 11                        | 7,00                      | –                         | 32                        |                           |

| Abschlusstabelle Gruppe C | Abschlusstabelle Gruppe C | Abschlusstabelle Gruppe C | Abschlusstabelle Gruppe C | Abschlusstabelle Gruppe C | Abschlusstabelle Gruppe C | Abschlusstabelle Gruppe C | Abschlusstabelle Gruppe C | Abschlusstabelle Gruppe C |
| Platz                     | Name                      | MP                        | Pkte                      | Aufn.                     | GD                        | BED                       | HS                        |                           |
| ------------------------- | ------------------------- | ------------------------- | ------------------------- | ------------------------- | ------------------------- | ------------------------- | ------------------------- | ------------------------- |
| 1                         | Xavier Carrer             | 4:0                       | 400                       | 8                         | 50,00                     | 66,66                     | 162                       |                           |
| 2                         | Ad Klijn                  | 2:2                       | 274                       | 8                         | 34,25                     | 66,66                     | 125                       |                           |
| 3                         | Peter Volleberg           | 0:4                       | 97                        | 6                         | 16,16                     | –                         | 71                        |                           |

| Abschlusstabelle Gruppe D | Abschlusstabelle Gruppe D | Abschlusstabelle Gruppe D | Abschlusstabelle Gruppe D | Abschlusstabelle Gruppe D | Abschlusstabelle Gruppe D | Abschlusstabelle Gruppe D | Abschlusstabelle Gruppe D | Abschlusstabelle Gruppe D |
| Platz                     | Name                      | MP                        | Pkte                      | Aufn.                     | GD                        | BED                       | HS                        |                           |
| ------------------------- | ------------------------- | ------------------------- | ------------------------- | ------------------------- | ------------------------- | ------------------------- | ------------------------- | ------------------------- |
| 1                         | Rini Megens               | 4:0                       | 400                       | 10                        | 40,00                     | 50,00                     | 99                        |                           |
| 2                         | Martien van der Spoel     | 2:2                       | 398                       | 7                         | 56,85                     | 200,00                    | 200                       |                           |
| 3                         | David Jacquet             | 0:4                       | 129                       | 5                         | 25,80                     | –                         | 90                        |                           |

| Abschlusstabelle Gruppe E | Abschlusstabelle Gruppe E | Abschlusstabelle Gruppe E | Abschlusstabelle Gruppe E | Abschlusstabelle Gruppe E | Abschlusstabelle Gruppe E | Abschlusstabelle Gruppe E | Abschlusstabelle Gruppe E | Abschlusstabelle Gruppe E |
| Platz                     | Name                      | MP                        | Pkte                      | Aufn.                     | GD                        | BED                       | HS                        |                           |
| ------------------------- | ------------------------- | ------------------------- | ------------------------- | ------------------------- | ------------------------- | ------------------------- | ------------------------- | ------------------------- |
| 1                         | Carsten Lässig            | 3:1                       | 400                       | 15                        | 26,66                     | 50,00                     | 90                        |                           |
| 2                         | Jérémie Picart            | 2:2                       | 265                       | 7                         | 37,85                     | 66,66                     | 120                       |                           |
| 3                         | Wim van Deventer          | 1:3                       | 205                       | 14                        | 14,64                     | 18,18                     | 82                        |                           |

| Abschlusstabelle Gruppe F | Abschlusstabelle Gruppe F | Abschlusstabelle Gruppe F | Abschlusstabelle Gruppe F | Abschlusstabelle Gruppe F | Abschlusstabelle Gruppe F | Abschlusstabelle Gruppe F | Abschlusstabelle Gruppe F | Abschlusstabelle Gruppe F |
| Platz                     | Name                      | MP                        | Pkte                      | Aufn.                     | GD                        | BED                       | HS                        |                           |
| ------------------------- | ------------------------- | ------------------------- | ------------------------- | ------------------------- | ------------------------- | ------------------------- | ------------------------- | ------------------------- |
| 1                         | Xavier Gretillat          | 4:0                       | 400                       | 9                         | 44,44                     | 50,00                     | 138                       |                           |
| 2                         | Ferdinand Polman          | 2:2                       | 307                       | 14                        | 21,92                     | 20,00                     | 83                        |                           |
| 3                         | Michael van Bochem        | 0:4                       | 187                       | 15                        | 12,46                     | –                         | 49                        |                           |

| Abschlusstabelle Gruppe G | Abschlusstabelle Gruppe G | Abschlusstabelle Gruppe G | Abschlusstabelle Gruppe G | Abschlusstabelle Gruppe G | Abschlusstabelle Gruppe G | Abschlusstabelle Gruppe G | Abschlusstabelle Gruppe G | Abschlusstabelle Gruppe G |
| Platz                     | Name                      | MP                        | Pkte                      | Aufn.                     | GD                        | BED                       | HS                        |                           |
| ------------------------- | ------------------------- | ------------------------- | ------------------------- | ------------------------- | ------------------------- | ------------------------- | ------------------------- | ------------------------- |
| 1                         | Esteve Mata               | 4:0                       | 400                       | 9                         | 44,44                     | 100,00                    | 200                       |                           |
| 2                         | Hans Klok                 | 2:2                       | 200                       | 5                         | 40,00                     | 66,66                     | 160                       |                           |
| 3                         | Wiel van Gemert           | 0:4                       | 159                       | 10                        | 15,90                     | –                         | 109                       |                           |

### Haupt-Qualifikation
| 1 | Dave Christiani | 4:0 | 500 | 8  | 062,50 | 083,33 | 207 |
| 2 | Freek Ottenhof  | 2:2 | 313 | 10 | 031,30 | 050,00 | 210 |
| 3 | Carsten Lässig  | 0:4 | 125 | 8  | 015,62 | –      | 55  |

| 1 | Michel van Silfhout | 3:1 | 500 | 8  | 062,50 | 125,00 | 229 |
| 2 | Thomas Nockemann    | 2:2 | 395 | 6  | 065,83 | 062,50 | 159 |
| 3 | Sjors van Ginneken  | 1:3 | 312 | 10 | 031,20 | 041,66 | 152 |

| 1 | Brahim Djoubri   | 4:0 | 500 | 8  | 062,50 | 062,50 | 156 |
| 2 | Rini Megens      | 2:2 | 406 | 10 | 040,60 | 041,66 | 223 |
| 3 | René Luysterburg | 0:4 | 319 | 10 | 031,90 | –      | 116 |

| 1 | Rafael Garcia   | 4:0 | 500 | 8  | 062,50 | 083,33 | 198 |
| 2 | Philippe Deraes | 2:2 | 454 | 12 | 037,83 | 035,71 | 123 |
| 3 | Arnd Riedel     | 0:4 | 116 | 10 | 011,60 | –      | 50  |

| 1 | Xavier Gretillat | 4:0 | 500 | 9  | 055,55 | 125,00 | 186 |
| 2 | Patrick Niessen  | 2:2 | 264 | 5  | 052,80 | 083,33 | 178 |
| 3 | Eric Castaner    | 0:4 | 80  | 10 | 008,00 | –      | 30  |

| 1 | Louis Edelin  | 4:0 | 500 | 3 | 166,66 | 250,00 | 250 |
| 2 | Arnim Kahofer | 2:2 | 251 | 5 | 050,20 | 062,50 | 162 |
| 3 | Esteve Mata   | 0:4 | 70  | 6 | 011,66 | –      | 37  |

| 1 | Henri Tilleman | 4:0 | 500 | 5  | 100,00 | 250,00 | 250 |
| 2 | Xavier Carrer  | 2:2 | 250 | 8  | 031,25 | 035,71 | 113 |
| 3 | Marek Faus     | 0:4 | 354 | 11 | 032,18 | –      | 174 |

## Hauptturnier

### Gruppenphase
| Abschlusstabelle Gruppe A | Abschlusstabelle Gruppe A | Abschlusstabelle Gruppe A | Abschlusstabelle Gruppe A | Abschlusstabelle Gruppe A | Abschlusstabelle Gruppe A | Abschlusstabelle Gruppe A | Abschlusstabelle Gruppe A |
| Platz                     | Name                      | MP                        | Pkt.                      | Aufn.                     | GD                        | BED                       | HS                        |
| ------------------------- | ------------------------- | ------------------------- | ------------------------- | ------------------------- | ------------------------- | ------------------------- | ------------------------- |
| 1                         | Fabian Blondeel           | 6:0                       | 900                       | 13                        | 69,23                     | 100,00                    | 290                       |
| 2                         | Michel van Silfhout       | 4:2                       | 659                       | 11                        | 59,90                     | 75,00                     | 227                       |
| 3                         | Rafael Garcia             | 2:4                       | 469                       | 14                        | 33,50                     | 75,00                     | 220                       |
| 4                         | Dave Christiani           | 0:6                       | 351                       | 12                        | 29,25                     | –                         | 139                       |

| Abschlusstabelle Gruppe B | Abschlusstabelle Gruppe B | Abschlusstabelle Gruppe B | Abschlusstabelle Gruppe B | Abschlusstabelle Gruppe B | Abschlusstabelle Gruppe B | Abschlusstabelle Gruppe B | Abschlusstabelle Gruppe B |
| Platz                     | Name                      | MP                        | Pkt.                      | Aufn.                     | GD                        | BED                       | HS                        |
| ------------------------- | ------------------------- | ------------------------- | ------------------------- | ------------------------- | ------------------------- | ------------------------- | ------------------------- |
| 1                         | Louis Edelin              | 4:2                       | 888                       | 12                        | 74,00                     | 100,00                    | 243                       |
| 2                         | Xavier Gretillat          | 4:2                       | 617                       | 10                        | 61,70                     | 150,00                    | 248                       |
| 3                         | Brahim Djoubri            | 4:2                       | 692                       | 12                        | 57,66                     | 75,00                     | 165                       |
| 4                         | Henri Tilleman            | 0:6                       | 445                       | 12                        | 37,08                     | –                         | 155                       |

### KO-Phase
|  | Halbfinale          | Halbfinale | Halbfinale | Halbfinale | Halbfinale | Halbfinale |                  |              | Finale | Finale | Finale | Finale | Finale | Finale |
|  |                     |            |            |            |            |            |                  |              |        |        |        |        |        |        |
|  |                     | MP         | Pkte.      | Aufn.      | ED         | HS         |                  |              |        |        |        |        |        |        |
|  |                     | MP         | Pkte.      | Aufn.      | ED         | HS         |                  |              |        |        |        |        |        |        |
|  | Fabian Blondeel     | 0          | 0          | 1          | 0,00       | 0          |                  |              |        |        |        |        |        |        |
|  | Fabian Blondeel     | 0          | 0          | 1          | 0,00       | 0          |                  | MP           | Pkte.  | Aufn.  | ED     | HS     |        |        |
|  | Xavier Gretillat    | 2          | 300        | 1          | 300,00     | 300        |                  | MP           | Pkte.  | Aufn.  | ED     | HS     |        |        |
|  | Xavier Gretillat    | 2          | 300        | 1          | 300,00     | 300        | Xavier Gretillat | 2            | 300    | 4      | 75,00  | 125    |        |        |
|  |                     | MP         | Pkte.      | Aufn.      | ED         | HS         | Xavier Gretillat | 2            | 300    | 4      | 75,00  | 125    |        |        |
|  |                     | MP         | Pkte.      | Aufn.      | ED         | HS         |                  | Louis Edelin | 0      | 145    | 4      | 36,25  | 105    |        |
|  | Louis Edelin        | 2          | 300        | 6          | 50,00      | 151        |                  | Louis Edelin | 0      | 145    | 4      | 36,25  | 105    |        |
|  | Louis Edelin        | 2          | 300        | 6          | 50,00      | 151        |                  |              |        |        |        |        |        |        |
|  | Michel van Silfhout | 0          | 18         | 6          | 3,00       | 18         |                  |              |        |        |        |        |        |        |
|  | Michel van Silfhout | 0          | 18         | 6          | 3,00       | 18         |                  |              |        |        |        |        |        |        |

## Abschlusstabelle
| MP    | Match Points (Sieger = 2; Unentschieden = 1; Verlierer = 0) |
| Pkte. | Erzielte Karambolagen                                       |
| Aufn. | Benötigte Versuche                                          |
| GD    | Generaldurchschnitt                                         |
| BED   | Bester Einzeldurchschnitt eines Spielers                    |
| HS    | Höchstserie                                                 |
|       | Bester GD des Turniers                                      |
|       | Bester ED des Turniers                                      |
|       | Beste HS des Turniers                                       |
|       | 1. Platz (Gold)                                             |
|       | 2. Platz (Silber)                                           |
|       | 3. Platz (Bronze)                                           |

| Phase                                | Platz | Name                | MP  | Pkt. | Aufn. | GD    | BED    | HS  |
| ------------------------------------ | ----- | ------------------- | --- | ---- | ----- | ----- | ------ | --- |
| Finale                               | 1     | Xavier Gretillat    | 8:2 | 1217 | 15    | 81,13 | 300,00 | 300 |
| Finale                               | 2     | Louis Edelin        | 8:2 | 1333 | 22    | 60,59 | 100,00 | 243 |
| Halb- finale                         | 3     | Fabian Blondeel     | 6:2 | 900  | 14    | 64,28 | 100,00 | 290 |
| Halb- finale                         | 3     | Michel van Silfhout | 4:4 | 677  | 17    | 39,82 | 75,00  | 227 |
| Gruppen- phase                       | 5     | Brahim Djoubri      | 4:2 | 692  | 12    | 57,66 | 75,00  | 165 |
| Gruppen- phase                       | 6     | Rafael Garcia       | 2:4 | 469  | 14    | 33,50 | 75,00  | 220 |
| Gruppen- phase                       | 7     | Henri Tilleman      | 0:6 | 445  | 12    | 37,08 | –      | 155 |
| Gruppen- phase                       | 8     | Dave Christiani     | 0:6 | 351  | 12    | 29,25 | –      | 139 |
| Turnierdurchschnitt: Endrunde: 51,55 |       |                     |     |      |       |       |        |     |